# Sankt Johann in der Haide
Sankt Johann in der Haide é um município da Áustria, situado no distrito de Hartberg-Fürstenfeld, no estado da Estíria. Tem 23,56 km² de área e sua população em 2019 foi estimada em 2.156 habitantes.